# Шахрістан (посад)

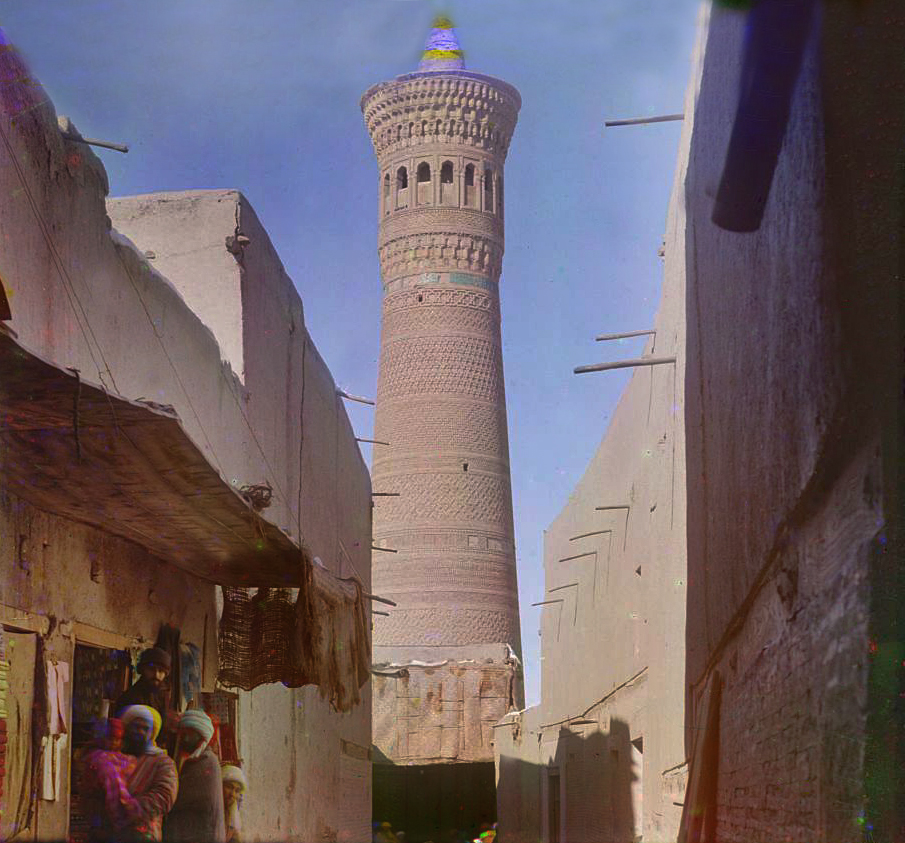
Вулиця бухарського шахристана

Шахрістан (перс. شهرستان перс. شهر ʃāhɾ] — місто та перс. ستان stān] — місце), медіна — у часи середньовіччя частина іранського та середньоазійського міста, що знаходилася всередині міських стін, але зовні цитаделі. Зазвичай мав геометрично правильні контури міських стін і іноді планування вулиць.

## Опис
У шахристані знаходилися урядові установи, казарми, лавки, ремісничі майстерні, заїжджі двори та житла. Зовні його знаходилися торгово-ремісничі передмістя (рабад), некрополі, караван-сараї, садиби, іноді - цитадель .

## Планування
Часто стіни шахристана мали форму правильного чотирикутника. Місто перетинала центральна торгова вулиця, яка часто перекривалася торговельними куполами. Для розвантаження центральних вулиць з обох боків будувалися невеликі площі-кишені, як, наприклад, Поі-Калян у Бухарі.
Шахрістан ділився на міські квартали - махалля, що заселялися за ремісничою ознакою. У кожній махалі були свої хауз і квартальна мечеть, а жителі здійснювали самоврядування.